# Vescisa pervadens
Vescisa pervadens är en fjärilsart som beskrevs av W. Warren 1914. Vescisa pervadens ingår i släktet Vescisa och familjen nattflyn. Inga underarter finns listade i Catalogue of Life.